# 金尾健司
金尾 健司（かなお けんじ、1958年〈昭和33年〉5月12日 - ）は、日本の国土交通技官。

## 来歴
京都府出身。京都教育大学附属高等学校を経て、1983年（昭和58年）3月、東京大学大学院工学系研究科土木工学専攻を修了。同年4月、建設省へ入省。
入省以来、河川行政に携わり、国土交通省河川局防災課企画専門官、同河川環境課企画専門官、同河川環境課河川環境保全調整官、同治水課河川整備調整官、同河川計画課河川事業調整官、関東地方整備局河川部長、同企画部長、水管理・国土保全局河川環境課長、同河川計画課長などを歴任。
2014年（平成26年）7月8日、九州地方整備局長に就任。
2015年（平成27年）7月31日、水管理・国土保全局長に就任。
2016年（平成28年）6月21日、退官。同年11月、リバーフロント研究所代表理事に就任。
2018年（平成30年）4月1日、水資源機構理事長に就任。

## 年譜
- 1983年（昭和58年）
  - 3月 - 東京大学大学院工学系研究科土木工学専攻修了[1]
  - 4月 - 建設省入省[1]
- 1992年（平成4年）4月 - 建設省中国地方建設局河川部河川計画課長[1]
- 1993年（平成5年）9月 - 建設省河川局治水課課長補佐[1]
- 1995年（平成7年）4月 - 建設省河川局河川計画課課長補佐[1]
- 1997年（平成9年）4月 - 建設省九州地方建設局川辺川工事事務所長[1]
- 2001年（平成13年）
  - 1月 - 国土交通省九州地方整備局川辺川工事事務所長[1]
  - 4月 - 国土交通省河川局防災課企画専門官[1]
  - 8月 - 国土交通省河川局河川環境課企画専門官[1]
- 2003年（平成15年）4月 - 国土交通省河川局河川環境課河川環境保全調整官[1]
- 2004年（平成16年）4月 - 国土交通省河川局治水課河川整備調整官[1]
- 2006年（平成18年）7月 - 国土交通省河川局河川計画課河川事業調整官[1]
- 2008年（平成20年）7月 - 国土交通省関東地方整備局河川部長[1]
- 2009年（平成21年）7月 - 国土交通省関東地方整備局企画部長[1]
- 2012年（平成24年）9月 - 国土交通省水管理・国土保全局河川環境課長[1]
- 2013年（平成25年）8月 - 国土交通省水管理・国土保全局河川計画課長[1]
- 2014年（平成26年）7月 - 国土交通省九州地方整備局長[1][5]
- 2015年（平成27年）7月 - 国土交通省水管理・国土保全局長[1][3]
- 2016年（平成28年）
  - 6月 - 退官[1][4]
  - 11月 - 公益財団法人リバーフロント研究所代表理事[1][4]
- 2018年（平成30年）4月 - 独立行政法人水資源機構理事長[4]